# Amtsgericht Grönenberg
Das Amtsgericht Grönenberg (ab 1859 Amtsgericht Melle) war ein Gericht der ordentlichen Gerichtsbarkeit in Melle. Der Name leitete sich vom Burg Gröneburg ab.
Nach der Revolution von 1848 wurde im Königreich Hannover die Rechtsprechung von der Verwaltung getrennt und die Patrimonialgerichtsbarkeit abgeschafft.
Das Amtsgericht wurde daraufhin mit der Verordnung vom 7. August 1852 die Bildung der Amtsgerichte und unteren Verwaltungsbehörden betreffend als königlich hannoversches Amtsgericht gegründet.
Es umfasste das Amt Gröneberg zu Melle und das Amt Melle.
Das Amtsgericht war dem Obergericht Osnabrück untergeordnet. Mit der Annexion Hannovers durch Preußen wurde es zu einem preußischen Amtsgericht in der Provinz Hannover. Es wurde 1859 in Amtsgericht Melle umbenannt. Im Jahre 1974 wurde es aufgelöst.
Das Amtsgerichtsgebäude lag in der Gesmolder Straße.